# Claqueta

La claqueta és una eina utilitzada al cinema que permet identificar els plans d'una pel·lícula en el moment del rodatge i d'assegurar la sincronització del so i de la imatge, gravats separadament. Es tracta d'una pissarra composta de dues parts :
- una de gran on s'escriu el nom de la pel·lícula, del seu realitzador i del director de fotografia, el número del pla i de l'escena, el de la presa, l'efecte (interior/exterior, dia/vespre/nit) i eventualment d'altres dades tècniques.
- una de més estreta que es baixa produint un petament sec en el moment en què es comença a rodar.

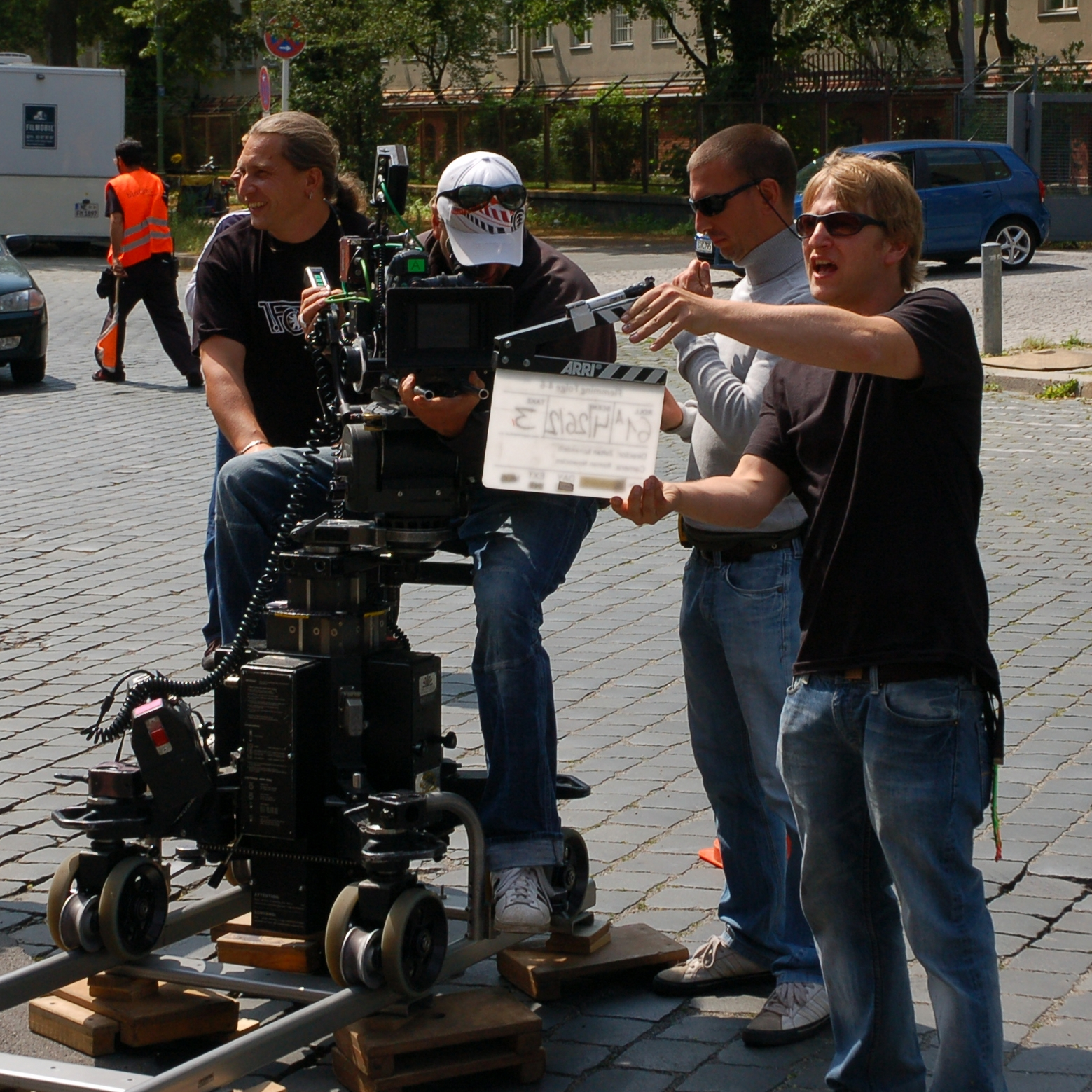
Ús de la claqueta en un rodatge

La claqueta es col·loca davant de la càmera quan aquesta comença a rodar, de manera que queden les dades incorporades a aquest segment de pel·lícula. En fer això es facilitarà la tasca de muntatge.

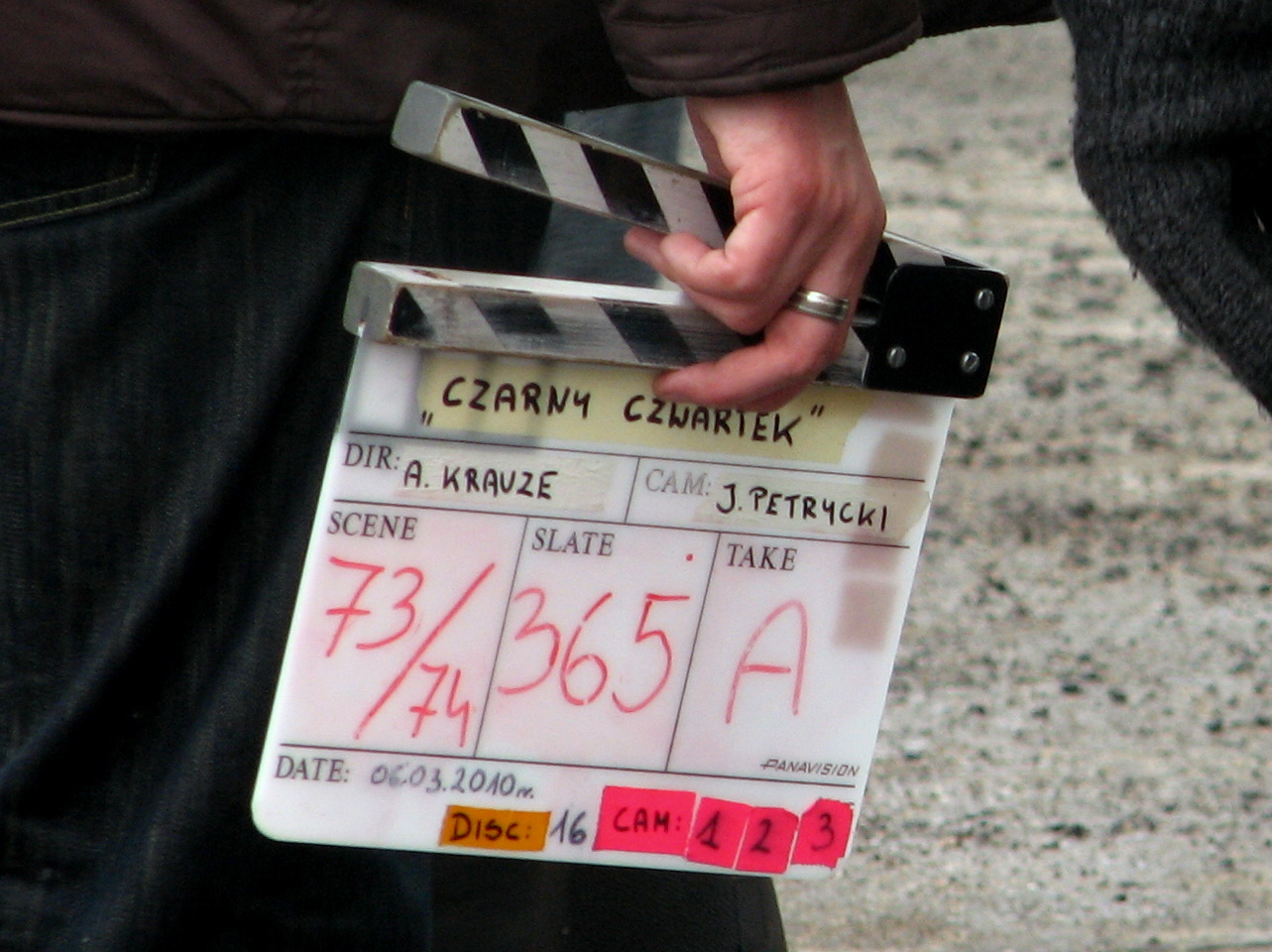
Claqueta de vidre acrílic, amb l'escena. la presa i la seqüència en gravació.

Abans de retirar la claqueta, l'auxiliar de càmera separa, amb la pissarra a la vista de les càmeres, ambdues planxes i les ajunta de nou amb un cop sec que produeix un fort soroll. Això serveix per sincronitzar posteriorment les imatges amb els sons, ja que el moment en què es tornen a ajuntar ambdues planxes, s'identifica fàcilment a la pista visual, i el fort "clap" de soroll s'identifica fàcilment a la pista d'àudio per separat; les dues pistes es podran sincronitzar amb precisió, fent coincidir el so i el moviment. I ja que cada identificació s'identifica tant a les pistes visuals com d'àudio, els segments de la pel·lícula són fàcilment compatibles amb segments d'àudio. De vegades és impossible fer claqueta al començament de la presa i es fa al final, col·locant-la al revés i donant el cop perquè el muntador la pugui sincronitzar també. Això es fa quan la claqueta no s'ha capturat a l'inici de la presa perquè la càmera està configurada per a la captura de manera que la placa no es pugui capturar, per exemple quan es configura un focus o marc específic i no es pot modificat fins que la presa es completa.
La claqueta també és coneguda com a clapper, clapboard, clacker, pissarra, tauler de pissarra, slapperboard, pissarra de sincronització, pissarra de temps, pals, tauler, pissarra intel·ligent i marcador de so.
Quan el so i la imatge d'una pel·lícula estan fora de sincronització, això es coneix com a solapa de llavis, on el moviment de llavis i el registre de so no quadren, per aquest motiu, la claqueta ha estat essencial en el món de l'audiovisual des de l'aparició del so, des dels primers films sonors, ja que (fins a l'arribada de la cinematografia digital) les pistes visuals i d'àudio es van registrar en mitjans independents per equips separats.

## Origen[2]

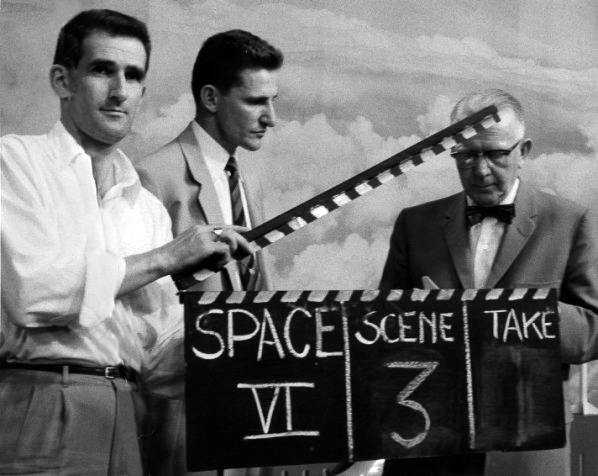
Claqueta antiga de grans dimensions

A principis de segle xx, en una data concreta desconeguda, F. W. Thiring, director i productor, (pare de l'actor Frank Thring), va crear el que anomenaríem com la primera claqueta. F. W. Thiring, fou el director d'Efftee Studios, a Melbourne, Austràlia. No obstant això, la data de la fundació d'Efftee no suposa l'inici de la participació de F.W. Thring en la indústria. Penseu en l'inici de la indústria cinematogràfica australiana, amb "The Story of the Kelly Gang" de 1906, que va ser la primera pel·lícula narrativa de llargmetratges del món. El director d'aquesta pel·lícula, Charles Tait, es va associar amb J. C. Williamson. La productora de l'ex, J. & N. Tait, es va fusionar amb la J.C. Williamson Film Company, i és llavors quan F.W. Thring va ser director gerent de J.C. Williamson Films el 1918. No obstant això, en aquest apartat F.W Thiring és especialment conegut per crear la primera claqueta, que consistia en dos pals allargats de fusta amb els que es donava un cop fort, amb l'objectiu de facilitar la sincronització entre el so i la imatge a la postproducció, ja que el cop entre els pals era un moment fàcilment identificable. De forma paral·lela a l'ús d'aquests pals, s'utilitzava una pissarra també de fusta on s'escrivien detalls sobre el que s'estava gravant en el moment, fins que als anys 20 Leon M. Leon, un pioner enginyer del so, va decidir unir aquests dos invents (primer amb cinta i després amb claus), apareixent així ja una claqueta molt més semblant a la de l'imaginari col·lectiu actual. Durant molts anys s'ha anat millorant el sistema, sobretot a partir d'ampliar la informació que s'escrivia a la pissarra i millorant el material de fabricació de les claquetes, popularitzant-se així les de cristall acrílic translúcid perquè la càmera pogués enregistrar bé el que s'escrivia, el qual resultava bastant difícil en segons quines escenes d'il·luminació especial i obligava a fer ús de claquetes molt grans, com la de la figura.

## La claqueta electrònica[2]

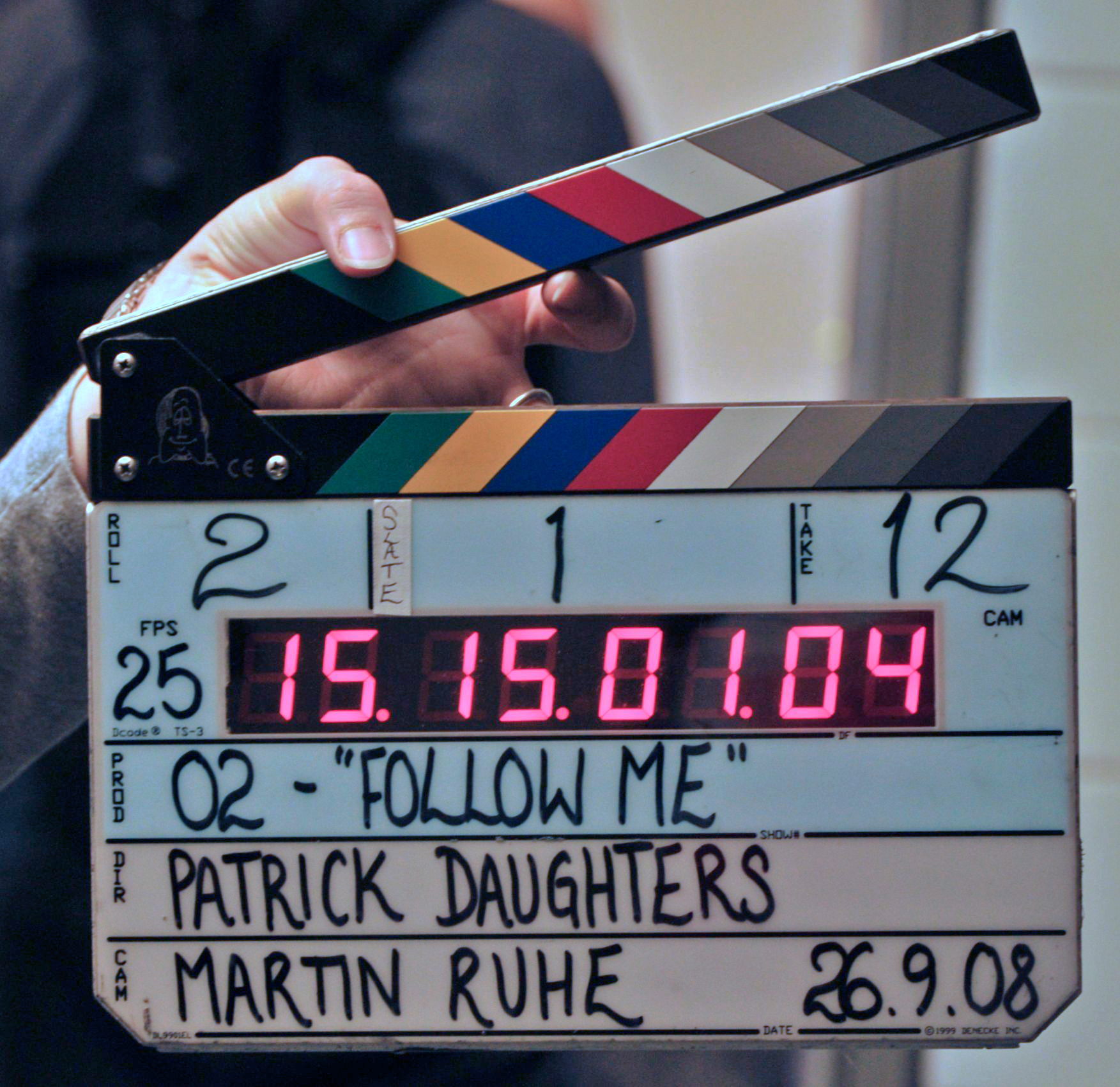
Claqueta electrònica

L'origen de les claquetes electròniques està en la creació a l'any 2001 d'un sistema digital per part de Matthew L. Davies que, amb algunes modificacions, encara avui es continua utilitzant per la gran millora que aporta en el procés de sincronització entre la imatge i el so. Les grans novetats que ha portat la claqueta electrònica són les següents. La primera és la presència d'un panell digital en què apareix un codi de temps per facilitar la sincronització amb les càmeres. La segona és la creació d'una tecnologia dissenyada per a la creació d'aquest codi de temps comú per sincronitzar la claqueta amb les càmeres. Just després del “clak” el codi de temps es congela durant uns instants per tot seguit, mostrar en pantalla la data de gravació de la escena. L'objectiu de tot això és una més ràpida localització de la escena desitjada durant la fase de muntatge o edició. Un afegit interessant per facilitar el treball a l'equip és la tecnologia Timecode Buddy, que utilitza la connectivitat Wi-Fi per donar accés simultàniament al codi de temps a tots aquells que ho necessiten durant la gravació. Una de les companyies amb major presència al mercat de les claquetes electròniques és Denecke.